# ديفيد جونز (لاعب غولف)
ديفيد جونز (بالإنجليزية: David Jones)‏ هو لاعب غولف بريطاني، ولد في 22 يونيو 1947 في Newcastle, County Down ‏ في المملكة المتحدة.

## وصلات خارجية
- الموقع الرسمي
- دايفيد جونز على موقع رابطة أوروبا للاعبي الغولف المحترفين (الإنجليزية)